# Adrienne La Russa
Adrienne La Russa (née le 15 mai 1948 à New York) est une actrice américaine connue aux États-Unis pour le rôle de Brooke Hamilton dans la série télévisée Des jours et des vies, qu'elle a joué de 1975 à 1977. Elle a aussi joué au cinéma dans La pecora nera (1968), La Scandaleuse (1969), Liens d'amour et de sang (1969), Les Cocus (en) (1973), L'Homme qui venait d'ailleurs (1976) et Uncle Joe Shannon (1978).
Elle a fait des apparitions à la télévision à la fin des années 1970 et au début des années 1980, notamment dans la mini-série de 1978 Colorado. Elle y joue Clemma Zendt, la fille des protagonistes Levi et Lucinda Zendt.
Son mariage avec l'acteur Steven Seagal, célébré en 1984, a été annulé la même année.

## Filmographie

### Cinéma
- 1968 : La pecora nera de Luciano Salce : Kitty
- 1969 : La Scandaleuse (Salvare la faccia) de Rossano Brazzi : Licia
- 1969 : Liens d'amour et de sang de Lucio Fulci : Beatrice Cenci
- 1973 : Les Cocus (en) de Larry Kent : Karen Sayers
- 1976 : L'Homme qui venait d'ailleurs (The Man Who Fell to Earth) de Nicolas Roeg : Helen
- 1976 : Hanno ucciso un altro bandito de Guglielmo Garroni
- 1978 : Uncle Joe Shannon de Joseph Hanwright : Peggy

### Télévision
- 1963 : Hôpital central (série TV) : Ida (1 épisode)
- 1974 : Les rues de San-Francisco (série TV) : Kerry Martin (1 épisode)
- 1974 :  Le justicier (série TV) : Marion Liggett (1 épisode)
- 1975 : Un shérif à New York (série TV) : Claire Harrison (1 épisode)
- 1975- 1976 : Des jours et des vies (série TV) : Brooke Hamilton (7 épisodes)
- 1977 : Baretta (série TV) : Carla Trancata (1 épisode)
- 1977 : L'Âge de cristal (série TV) : Sylvia Reyna (1 épisode)
- 1978 : Project U. F. O. (série TV) : Cynthia Staley (1 épisode)
- 1978 : L'homme-araignée (série TV) : Trina Pandit (1 épisode)
- 1978 : Switch (série TV) : Miki (1 épisode)
- 1978 : Colorado (mini-série) : Clemma Zendt
- 1979 : Drôles de dames : Claudia Harper (1 épisode)
- 1979 : Sloane, agent spécial : Serena (1 épisode)
- 1981 : The Misadventures of Sheriff Lobo  : Tess (1 épisode)
- 1982 : Le Trésor d'Al Capone (Téléfilm) : Janine
- 1991 : La loi est la loi : Mary Powell (1 épisode)